# The Lost Room
The Lost Room és una minisèrie de televisió estatunidenca de ciència-ficció. Tot i que originàriament fou creada amb sis episodis, el canal Sci Fi la va emetre en tres episodis dobles l'11 de desembre de 2006. Creada per Christopher Leone, Laura Harkcom i Paul Workman i, protagonitzada per Peter Krause (Six Feet Under o Dirty Sexy Money) i Julianna Margulies (ER), es barregen efectes especials i un trama dramàtica on diferents persones intenten aconseguir una sèrie d'objectes quotidians que tenen un poder paranormal diferent i que estan relacionats per una antiga habitació de motel aïllada de la civilització. El final de la trama segueix prou oberta com per facilitar una futura continuació.

## Argument

### Sinopsi
L'any 1960 existien encara centenars de motels amb milers d'habitacions al llarg de la Ruta 66 estatunidenca, que recorria el camí entre Chicago i Los Angeles. Tots eren pràcticament iguals, però un dia un misteriós esdeveniment al "Sunshine Motel" va transformar les coses normals en extraordinàries. L'habitació 10 del "Sunshine Motel" i molts dels seus continguts (com ara la clau, un parell de tisores, una pinta...) van adquirir unes propietats extraordinàries i inexplicables, a part d'esdevenir indestructibles.
Els objectes ja no es troben a l'habitació, sinó que estan repartits per tot el món, i durant dècades s'ha tramat una conspiració per recuperar-los. Com sempre, cadascun dels grups i persones que els cerquen tenen diverses motivacions: uns només volen el poder il·limitat i creuen que tenint tots els objectes ho aconseguiran; d'altres volen prevenir que es torni a usar qualsevol dels objectes i els volen destruir o amagar. Però malgrat que els motius varien, les tàctiques de la conspiració són similars i el cost emocional és molt elevat, mentre es té un dels objectes no es tenen amics, només gent esperant una oportunitat de complaure la seva cobdícia.
La vida del detectiu d'homicidis Joe Miller canvia per sempre quan cau a les seves mans una misteriosa clau durant una persecució. Aquesta clau té la propietat d'obrir qualsevol porta i a l'altra banda de la porta sempre hi ha l'habitació perduda del "Sunshine Motel", un refugi i alhora una porta a qualsevol indret. En un accident, la seva filla Anna desapareix en entrar a l'habitació i en Joe comença una incessant cerca d'altres objectes especials que l'ajudaran a rescatar la seva filla. Tanmateix, altres persones no s'aturaran per obtenir l'objecte tan preuat i poderós que posseeix.

### L'habitació
L'habitació perduda és la número 10 del motel "Sunshine", abandonat als afores de Gallup, Nou Mèxic, i situat en el recorregut de la Ruta 66. El 4 de maig del 1961 a un quart i cinc de dues del migdia (exactament a les 13:20:24) quelcom esborrà l'habitació i tot el seu contingut de la història. Aquest fet s'anomena a la sèrie "l'Esdeveniment" o "l'Incident", i és el causant de les estranyes propietats tant de l'habitació com dels objectes que hi havia en el seu interior en aquell moment.
L'habitació només és accessible mitjançant la "clau". Aquesta clau té la propietat d'obrir qualsevol porta amb pany i des d'allà permet entrar a l'habitació perduda. Des de l'habitació es pot anar a qualsevol porta del món a partir del pensament del que té la clau. Així doncs, l'habitació es pot utilitzar per fer un canvi de lloc instantani amb el requisit que hi hagi una porta en ambdós llocs. Si la porta no té pany, no es pot utilitzar amb la clau. Tanmateix, l'habitació té la propietat que quan s'obre, l'ordre original es torna a restablir i sempre té la mateixa aparença independentment del que s'hi hahi fet abans. Això provoca que qualsevol objecte que es deixi en el seu interior i que no pertanyi a l'habitació, en tornar a entrar aquest haurà desaparegut. Per altra banda, si l'objecte pertany a l'habitació, aquest apareixerà sempre en el seu lloc corresponent. Amb la persona que té la clau hi poden entrar altres persones però sempre l'han d'abandonar amb ell perquè sinó també desapareixeran. Els objectes especials esdevenen normals quan són dins l'habitació, de forma que perden el seu poder i poden ser destruïts. No obstant això, seguint la "llei de conservació d'objectes", si es destrueix un objecte especial, un nou objecte ocuparà el seu lloc.

### L'incident o l'esdeveniment
L'"incident" o l'"esdeveniment" és el terme utilitzat per designar el moment en què es va crear l'habitació perduda. El 4 de maig de 1961, a les 13:20:44, l'habitació 10 del motel "Sunshine Motel" va desaparèixer juntament amb tots els objectes que hi havia al seu interior. No s'ha trobat cap explicació sobre aquest fet, inclús l'home que ocupava l'habitació quan es va produir el fenomen, no sap què va passar realment, de manera que la veritat encara és un misteri. El propòsit dels objectes també es desconeix, però s'han postulat dues teories força confoses al respecte.
La primera teoria, l'"Ordre de la Reunificació", es basa en la creença que són peces de la ment o del cós de Déu, i que reunificació tots els objectes permetrà la comunicació amb Déu. Algunes variacions més extremes d'aquesta teoria expliquen que convertiran a la persona en Déu o que almenys li proporcionarà poders semblants. La segona teoria suggereix que d'alguna forma es va destruir l'habitació i posteriorment es va proporcionar una habilitat metafísica a cada objecte. Els objectes haurien de ser retornats a l'habitació individualment i la persona tindria el control total sobre la realitat. Això pressuposa que la persona sap utilitzar correctament les habilitats dels objectes.

### Els objectes
Es tracta d'una col·lecció de 100 objectes fantàstics que tenen diversos poders associats i que provenen de l'habitació perduda del motel. Dins l'habitació són objectes convencionals però fora són indestructibles i es pot utilitzar el seu poder. També tenen la propietat d'atraure's entre ells. Alguns personatges opinen que tenir un d'aquests objectes porta mal karma o mala sort al seu propietari.

### Cercadors d'objectes
Des de la producció de l'Esdeveniment, multitud de persones s'han dedicat a buscar i recopilar tots els objectes de l'habitació 10 amb diferents objectius. Amb el pas del temps, la majoria de cercadors s'han organitzat en alguns grups que també mantenen guerres entre ells per tal de destruir la competència. Els principals grups són tres:
- Els Col·leccionistes. Fou el primer grup de cercadors i es va formar poc després de produir-se l'Esdeveniment. Inicialment fou liderat per Arlene Conroy, administrador del "Sunshine Motel", però la majoria de membres foren assassinats i varen embogir després del desastre produït en l'habitació 9 l'any 1966. Els supervivents van amagar els objectes més importants en una cripta anomenada "Cambra dels Col·leccionistes", enterrada sota una presó abandonada.
- La Legió. Grup dedicat a recopilar els Objectes perquè no causin més danys. Segueixen una sèrie de normes de bona conducta per tal d'aconseguir el seu objectiu entre els quals es troba no matar. Tanmateix, les regles no sempre es compleixen.
- L'Ordre de la Reunificació. Generalment se la coneix com "L'Ordre" o "La Nova Religió". Consideren que els Objectes són parts del cadàver de Déu i si aconsegueixen reunir-los i restaurar el seu cos, podran comunicar-se amb ell. Alguns membres més radicals creuen que en restaurar el cos, podran esdevenir en Déu, o si més no, obtenir els seus poders. A diferència de La Legió. no tenen cap inconvenient en aconseguir el seu objectiu per qualsevol mitjà.

## Personatges
- Detectiu Joe Miller (Peter Krause) — Un detectiu de Pittsburgh que descobreix l'existència de l'Habitació. Està lluitant per la custòdia de la seva filla amb la seva ex-dona. Quan la seva filla desapareix en l'Habitació, fa tot el possible per trobar la forma de tornar-la al món real.
- Anna Miller (Elle Fanning) — És la filla de 8 anys d'en Joe. Desapareix en l'Habitació per accident. Els mitjans creuen que el seu pare l'ha fet desaparèixer per evitar que li treguin la custòdia.
- Detectiu Lou Destefano (Chris Bauer) — És el company d'en Joe i l'ajuda a recuperar la seva filla.
- Detectiu Lee Bridgewater (April Grace) — Amiga d'en Joe al departament de policia. Intenta aclarir el succés de la desaparició de l'Anna perquè en Joe no sigui acusat.
- Dr. Martin Ruber (Dennis Christopher) — Científic forense que treballa amb en Joe. S'obsessiona amb els Objectes quan coneix la seva existència i és capaç de tot per tal d'aconseguir-ne un.
- Jennifer Bloom (Julianna Margulies) — Un dels principals membres de la Legió. Intenta aconseguir la "clau" de l'Habitació que té en Joe convencent-lo que només li portarà problemes. El seu germà Drew s'obsessionà amb els Objectes fins que es va tornar boig, i ara ella intenta ajudar a la humanitat destruint-los.
- Karl Kreutzfeld (Kevin Pollak) — Antic membre de la Legió, ara és un col·leccionista d'Objectes. Té una gran fortuna i és propietari de diverses botigues d'intercanvi per adquirir Objectes. El seu objectiu és trobar l'Ull de Vidre per curar la leucèmia del seu fill Isaac.
- Wally Jabrowski (Peter Jacobson) — És un home que té el "tiquet d'autobús" i topa amb en Joe per casualitat. Té molta informació sobre la història dels Objectes.
- Harold Stritzke (Ewen Bremner) — Un voyeur que ha heretat la "pinta" de la seva tia Barbara, membre dels Col·leccionistes. Esdevé paranoic perquè l'Ordre el persegueix per aconseguir la "pinta".
- Howard "The Weasel" Montague (Roger Bart) — Antic professor de filosofia que esdevé un criminal per tal d'aconseguir Objectes. Construeix un gràfic que interrelaciona els poders dels Objectes.
- Milton Vrang (Chris McCarty) — Antic membre d'un grup col·leccionista i únic supervivent dels efectes del "bolígraf". Els efectes psicològics d'aquest foren devastadors i està en un centre psiquiàtric.
- Suzie Kang (Margaret Cho) — Operadora independent que es dedica a localitzar Objectes a canvi d'importants sumes de diners. Coneix el perill dels Objectes i no els vol tocar mai per no caure en la temptació.
- The Sood (Jason Antoon) — Venedor de material relacionat amb els Objectes amb seu a Las Vegas.
- L'Hoste, de nom Eddie McCleister (Tim Guinee) — Era l'hoste de l'Habitació en el moment de l'Esdeveniment, A causa d'això, fou esborrat del temps i totes les seves pertinences esdevingueren "Objectes".

## Episodis
| Episodi | Títol original   | Títol traduït | Emissió original       |
| --- | ---------------- | ------------- | ---------------------- |
| |                  |               |                        |
| 1 | The Key          | La clau       | 11 de desembre de 2006 |
| El detectiu Joe Miller està investigant un cas quan cau a les seves mans una clau de motel que té un poder sobrenatural. El problema és que aquesta clau és un dels objectes més desitjats i molta gent que està disposada a tot per poder-la obtenir. Mentre continua amb el cas coneix un home que té un altre objecte especial i li explica tot el que sap sobre aquests objectes. Durant un enfrontament, la seva filla Anna queda atrapada a l'"habitació perduda" i desapareix. |                  |               |                        |
| |                  |               |                        |
| 2 | The Clock        | El rellotge   | 11 de desembre de 2006 |
| La policia creu que en Joe ha raptat la seva filla perquè no li treguin la custòdia, de manera que demana ajuda al seu amic Lou. Mentrestant, continua descobrint la presència de nous objectes i d'organitzacions que els busquen amb diferents objectius. Es posa en contacte amb la Jennifer Bloom, membre de la "Legió", i decideix entrar a casa de Karl Kreutzfeld, que posseeix diversos objectes, entre ells el rellotge.                                                     |                  |               |                        |
| |                  |               |                        |
| 3 | The Comb         | La pinta      | 12 de desembre de 2006 |
| En Joe contacta amb la "Legió" i amb en Kreutzfield per negociar que l'ajudin a trobar la seva filla a canvi de la clau i de tots els objectes que trobin. El següent objectiu és un home que té una pinta i informació que el pot ajudar. En Ruber també busca objectes per poder entrar a la "Ordre". |                  |               |                        |
| |                  |               |                        |
| 4 | The Box          | L'estoig      | 12 de desembre de 2006 |
| En Wally Jabrowski acompanya en Joe al motel abandonat on pertanyia l'habitació perduda amb la intenció de tenir noves idees per retrobar la seva filla. Com que l'habitació deu ja no existeix, en Joe entra a la nou per trobar alguna pista, i de sobte se li apareix el fantasma d'una dona misteriosa. |                  |               |                        |
| |                  |               |                        |
| 5 | The Eye          | L'ull         | 13 de desembre de 2006 |
| En Joe contacta amb en Kreutzfeld per aconseguir els següents objectius, trobar les estisores i el lloc on l'"Ordre" van amagar la caixa forta que conté l'ull de vidre. Unint les estisores, la clau i el rellotge, creuen que podran obrir aquesta caixa forta. Mentrestant, la Jennifer està estudiant la pel·lícula sobre l'Esdeveniment per trobar noves pistes. |                  |               |                        |
| |                  |               |                        |
| 6 | The Prime Object | L'hoste       | 13 de desembre de 2006 |
| En Kreutsfeld ha fugit amb tots els objectes i ara en Joe no té res, ni tan sols la clau. L'última opció que li resta és trobar l'hoste que ocupava l'habitació en el moment de l'Esdeveniment. L'única pista de la qual disposa, és el bitllet d'autobús d'en Wally. Per altra banda, la Jennifer i la Legió intenten aturar en Kreutzfeld, que vol tornar a provocar l'Esdeveniment.                                                                                                |                  |               |                        |
| |                  |               |                        |

## Altres emissions
| País                | Canal          | Data d'estrena         |
| ------------------- | -------------- | ---------------------- |
| Estats Units        | Sci Fi         | 11 de desembre de 2006 |
| Canadà              | Space          | 11 de desembre de 2006 |
| Regne Unit          | Sky1           | 24 de gener de 2007    |
| Turquia             | Digiturk       | 24 de març de 2007     |
| Polònia             | AXN            | 25 de març de 2007     |
| Polònia             | TVP1           | 13 de desembre de 2007 |
| Bulgària            | AXN            | 25 de març de 2007     |
| Romania             | AXN            | 25 de març de 2007     |
| Txèquia             | AXN            | 25 de març de 2007     |
| Hongria             | AXN            | 30 de març de 2007     |
| Israel              | Yes-2          | 5 d'abril de 2007      |
| Espanya             | Cuatro         | 29 d'abril de 2007     |
| Índia               | Star Movies    | 4 d'agost de 2007      |
| Portugal            | Fox            | 5 d'agost de 2007      |
| R.P. de la Xina     | Star World     | 19 d'agost de 2007     |
| Sud-àfrica          | DStv           | 21 de setembre de 2007 |
| França              | M6             | 22 de setembre de 2007 |
| Rússia              | TB 3           | 26 de setembre de 2007 |
| Nova Zelanda        | Prime TV       | 27 de setembre de 2007 |
| Argentina           | CityVibe       | 15 de novembre de 2007 |
| Bèlgica             | Prime          | 12 de desembre de 2007 |
| Emirats Àrabs Units | Dubai One      | 16 de gener de 2008    |
| Austràlia           | Showcase       | 2 de març de 2008      |
| Tailàndia           | Star Movies    | 12 de març de 2008     |
| Alemanya            | RTL II         | 4 d'abril de 2008      |
| Brasil              | GNT            | 8 de maig de 2008      |
| Sèrbia              | Fox televizija | 19 de juny de 2008     |
| Grècia              | Alpha TV       | 25 d'agost de 2008     |
| Suècia              | TV6            | 17 d'octubre de 2008   |
| Finlàndia           | Nelonen        | 13 de novembre de 2008 |
| Noruega             | Viasat 4       | 24 de novembre de 2008 |
| Itàlia              | Fox            | 3 de desembre de 2008  |
| Eslovènia           | TV3            | 2008                   |
| Ucraïna             | Novyi Kanal    | 5 de gener de 2009     |
| Islàndia            | TV2            | 9 de febrer de 2009    |

## DVD
| Títol                       | Regió 1           | Regió 2            | Regió 4               |
| --------------------------- | ----------------- | ------------------ | --------------------- |
| The Lost Room - Mini Series | 3 d'abril de 2007 | 27 d'agost de 2007 | 3 de desembre de 2008 |

La minisèrie presenta sis episodis de 48 minuts en lloc dels tres dobles originals. També s'inclou un llarg making-of de divuit minuts titulat Inside the Lost Room amb comentaris dels guionistes i dels actors.